# Jean Joseph Perrin de Boissieu
Jean Joseph Perrin, baron de Boissieu (1821), né à (Rochefort le 27 août 1755 et morte à Paris le 7 février 1846, est un ingénieur militaire et administrateur français.

## Biographie

### Famille et enfance
Membre de la famille Perrin devenue Salvaing de Boissieu, Il est le fils de Hugues Antoine Perrin de Boissieu, sous-officier au régiment de Maugiron cavalerie puis commis aux écritures de la marine à Rochefort et de Catherine Delbos (ou Durand d'Elbos). Le 17 juin 1801, il épouse Suzanne Homberg, fille du banquier et armateur havrais Louis-Léon Homberg dont il eut cinq enfants.

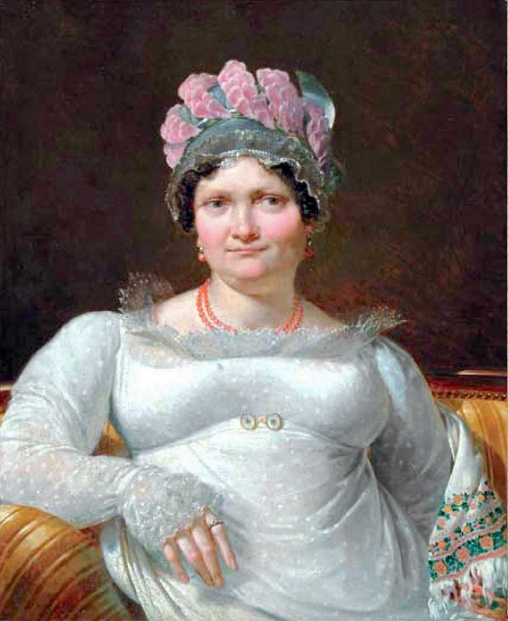
Portrait de son épouse, Suzanne Hombert, baronne de Boissieu.
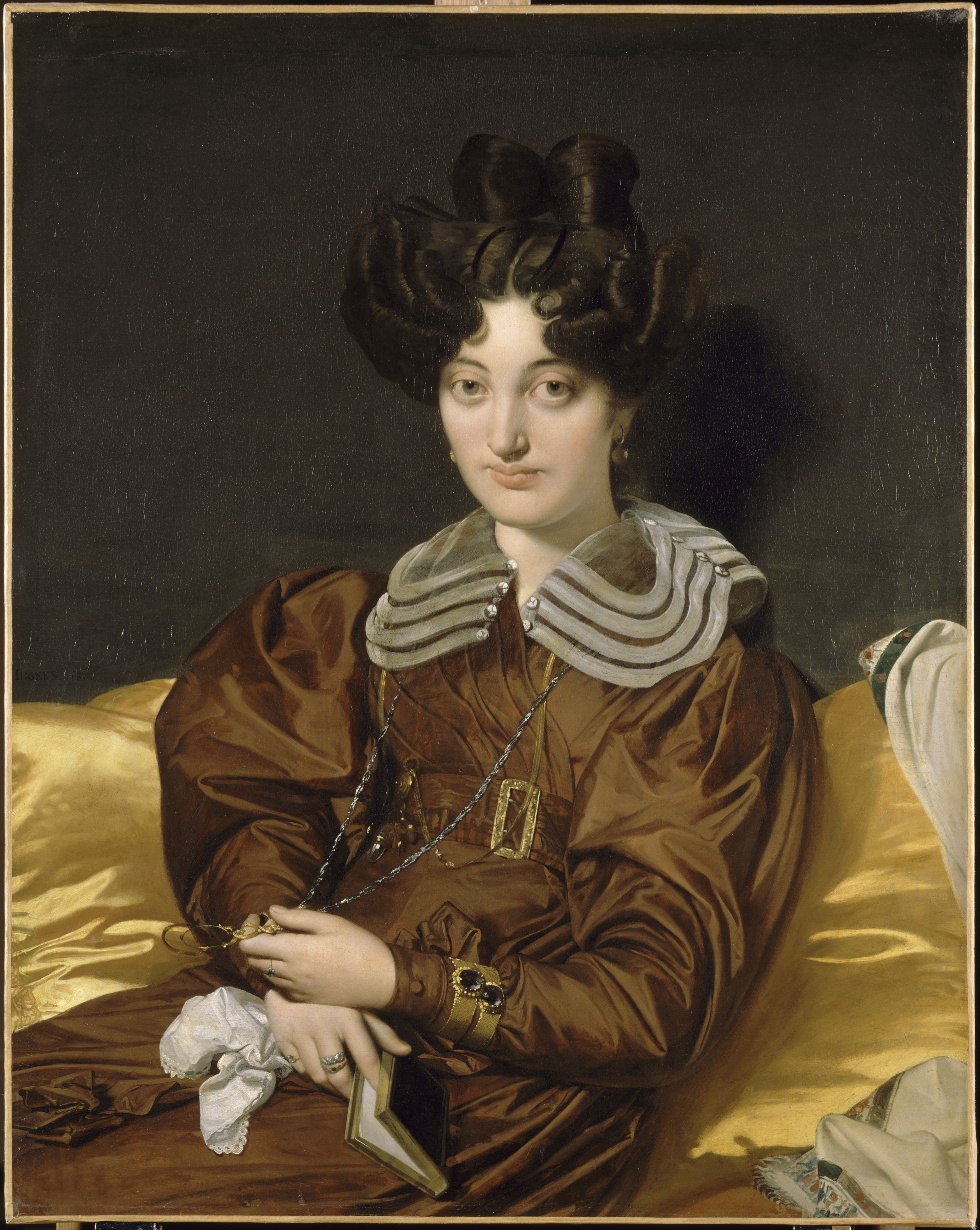
Portrait de sa fille, Madame Marcotte de Sainte-Marie, par Ingres.

### Carrière
Rentré comme commis de la Marine à Rochefort le 23 novembre 1770, il devient aide commissaire de la marine sur la corvette le Silphide en 1775, puis sur Le Courtier en 1776.
Aspirant élève ingénieur en avril 1777, puis élève ingénieur en juillet 1778, Boissieu est sous-ingénieur de la marine le 21 août 1780. Il fait campagne en cette qualité sur la frégate L'Aigle, et fut fait prisonnier de guerre à la suite d'un combat le 11 octobre 1782.
Il passe ingénieur le 21 mai 1790 et démissionne du service de la marine en octobre 1792. 
Il est inspecteur des hôpitaux aux armées de terre le 10 février 1793, puis inspecteur des approvisionnements aux armées de terre le 20 janvier 1797.
Chef de la comptabilité des ordonnances à l'armée d'Angleterre le 5 avril 1798, il est nommé ingénieur de la marine de 2e classe le 10 juillet 1801, puis de 1er classe le 19 avril 1804.
Il devient successivement chef du 7e arrondissement forestier, puis du 5e arrondissement forestier, directeur de la 1re Division forestière (Paris) et ingénieur en chef des constructions navales. Il est ensuite nommé par le roi directeur du Génie forestier maritime, directeur des Constructions navales et enfin directeur du Génie maritime. 
Chevalier de la ordre de la Légion d'honneur le 18 août 1814 et chevalier de l'ordre royal et militaire de Saint-Louis le 24 août 1814, il est fait baron par le roi Louis XVIII par lettres patentes du 22 novembre 1821.
Il prend part à la création de la Compagnie des mines, forges et fonderies du Creusot et de Charenton en 1828.
Il quitte ses fonctions en 1830.
Il meurt le 7 février 1846, à Paris et est inhumé au cimetière du Père-Lachaise (13e division). À son décès, il laisse une succession de près de deux millions francs, dont 616 hectares de terres. 

## Distinctions et décorations
- Ordre de la Légion d'honneur (18 août 1814)
- Ordre royal et militaire de Saint-Louis (24 août 1814)
- Baron (par lettres patentes du roi Louis XVIII du 22 novembre 1821)

## Sources